# Isola Sif
Sif è un'isola situata nel mare di Amundsen, in Antartide. Lunga circa 350 m, dal punto di vista geologico è costituita da granito a feldspato potassico e la sua superficie è prevalentemente ricoperta da ghiaccio. L'isola fu scoperta nel febbraio 2020 dopo il parziale ritiro del ghiacciaio Pine Island e prende il nome da Sif, divinità Asi associata alla Terra nella mitologia norrena. È probabile che l'isola sia emersa a seguito di un rimbalzo post-glaciale, un processo in cui i ghiacciai in ritirata alleviano la pressione sul terreno, causandone l'innalzamento.

## Storia
Il ghiacciaio Pine Island e il ghiacciaio Thwaites si sono ritirati a ritmo costante a partire dai primi anni 2010, determinando la completa separazione dell'isola dalla banchisa della baia di Pine Island, nel 2014, come rilevato dalle immagini satellitari Landsat.
L'isola di Sif è stata scoperta nel febbraio 2020 dai ricercatori del progetto Thwaites Glacier Offshore Research (THOR), a bordo della nave di ricerca Nathaniel B. Palmer. L'11 febbraio 2020, la geologa marina e membro dell'equipaggio Julia Wellner ha annunciato la scoperta dell'isola tramite Twitter, affermando che un membro dell'equipaggio a bordo della nave aveva avvistato un affioramento roccioso di granito sotto un "fungo" di ghiaccio. Dal momento che la zona non è generalmente attraversata dalle rotte navali, è probabile che i ricercatori a bordo della Nathaniel B. Palmer siano stati i primi esseri umani ad aver avvistato l'isola e ad avervi messo piede. Nonostante l'isola sia visibile dai satelliti, la sua copertura di ghiaccio ha impedito di scoprirla prima, poiché si confondeva con il ghiacciaio circostante.
Il 23 febbraio 2020, Wellner ha condiviso su Twitter le immagini del primo sbarco dei ricercatori su Sif, confermando la struttura granitica dell'isola, con una copertura residua di ghiaccio e la presenza di alcune foche.